# Ralph de Stafford, 1. Earl of Stafford

Wappen des Ralph de Stafford, 1. Earl of Stafford

Ralph de Stafford, 1. Earl of Stafford KG (* 24. September 1301; † 31. August 1372 in Tonbridge, Kent) war ein englischer Militär und Adliger.

## Leben
Er war der einzige Sohn von Edmund de Stafford, 1. Baron Stafford, und dessen Gattin Margaret Basset, Schwester des Ralph Basset, 2. Baron Basset of Drayton. Noch als Minderjähriger erbte er beim Tod seines Vaters am 12. August 1308 dessen Adelstitel als 2. Baron Stafford und dessen Besitzungen einschließlich Stafford Castle und Madeley Castle in Staffordshire.
Am 20. Januar 1327 wurde er zum Knight of the Bath und Knight Banneret geschlagen. Er diente 1327 und 1336 bis 1337 in den Kriegen gegen Schottland und nahm 1340 an der Seeschlacht von Sluis teil. Von 1331 bis 1332 hatte er das Amt des Justice of the Peace für Staffordshire, 1341 das Hofamt des Steward of the King’s Household und 1342 das Staatsamt des Keeper of the Great Seal inne. Um 1342 diente er in der Bretagne, 1343 in Schottland und 1344 in der Guyenne. 1345 bis 1346 war er Seneschal of Aquitaine und 1346 kämpfte er in der Schlacht von Crécy. 1348 wurde er als Gründungsmitglied in den Hosenbandorden aufgenommen. 1350 nahm er an der Seeschlacht von Winchelsea teil. Am 5. März 1351 wurde er zum Earl of Stafford erhoben. Von 1352 bis 1360 diente er erneut in Frankreich und von 1361 bis 1362 in Irland.
Er starb 1372 auf Tonbridge Castle und wurde in der Grablege der Familie seiner zweiten Gattin in Tonbridge Priory bestattet.

## Ehen und Nachkommen
In erster Ehe heiratete er um 1326 Katherine Hastings, Tochter des Sir John Hastings, Gutsherr von Chebsey in Staffordshire. Mit ihr hatte er zwei Töchter:
- Margaret Stafford, ⚭ Sir John de Stafford, Gutsherr von Bramshall in Staffordshire und Amblecote in Worcestershire;
- Joan Stafford, ⚭ Sir Nicholas de Beke.

In zweiter Ehe heiratete er spätestens im Juli 1336 Margaret de Audley, suo jure Baroness Audley († nach 1347, vor 1351), Erbtochter des Hugh de Audley, 1. Earl of Gloucester. Aus dieser Ehe hatte er sechs Kinder:
- Lady Catherine de Stafford († 1361), ⚭ Sir John de Sutton;
- Lady Beatrice de Stafford († 1415), ⚭ (1) Maurice FitzGerald, 2. Earl of Desmond, ⚭ (2) Thomas de Ros, 4. Baron de Ros, ⚭ (3) Sir Richard Burley;
- Lady Elizabeth de Stafford (um 1334–1376), ⚭ (1) Fulk Lestrange, 3. Baron Strange of Blackmere, ⚭ (2) John de Ferrers, 4. Baron Ferrers of Chartley, ⚭ (3) Reginald de Cobham, 2. Baron Cobham;
- Lady Joan de Stafford (1336–vor 1397), ⚭ (1) John Cherleton, 3. Baron Cherleton, ⚭ (2) Gilbert Talbot, 3. Baron Talbot;
- Hugh de Stafford, 2. Earl of Stafford (um 1342–1386);
- Sir Ralph de Stafford (vor 1344–vor 1347), ⚭ Matilda of Lancaster, Countess of Leicester.

## Einzelnachweis
1. ↑  William Arthur Shaw: The Knights of England. Band 1, Sherratt and Hughes, London 1906, S. 124.